# Орфограмма
Орфограмма — правильное написание по соответствующему правилу или по традиции, избираемому из нескольких возможных. Является одной из основных единиц орфографии.
Различают буквенную и небуквенную орфограммы по признаку выбора из нескольких вариантов одной буквы или выбора из нескольких вариантов правильного написания слова — вместе, отдельно, через дефис или выяснения места переноса слова из строки в строку.
В распознавании орфограммы говорящий должен ориентироваться на орфографическое правило, которым она объясняется (правила произношения и написания безударных 'е, и' и т. п.).
Количество орфограмм определяется количеством орфографических правил.

## Важнейшие орфограммы
Поскольку изучение орфографии строится на основе грамматики, большинство буквенных орфограмм — это выбор варианта написания окончания, суффикса, префикса, соединительного гласного в сложном слове и др.
Определение орфограммы «Заглавная или строчная буква» основывается на правилах различения собственных и общих названий.
В современных школьных учебниках принято выделять орфограммы и обозначать их как «безударные е-и, а-о в словах иноязычного происхождения», «частицы не и ни» и др.